# Callicebus lucifer
Il callicebo lucifero (Callicebus lucifer Thomas, 1914) è un primate Platirrino della famiglia dei Pitecidi.
Veniva un tempo considerata una sottospecie di Callicebus torquatus (Callicebus torquatus lucifer): tuttavia, al giorno d'oggi gli studiosi sono più propensi a classificare questi animali come appartenenti a una specie a sé stante.
Vive nella fascia di foresta amazzonica compresa fra il Rio Japurà ed il Rio delle Amazzoni, nella zona fra Colombia, Perù e Brasile.
Il pelo è grigio-olivaceo su tutto il corpo, con tendenza all'inscurimento sulla faccia, dov'è presente una folta barba di color rosso-arancio. Sulla schiena, il pelo è più lungo rispetto al resto del corpo, formando una sorta di scialle. Come in tutte le specie ascritte al sottogenere Torquatus, questi animali presentano un disegno biancastro a forma di U sul petto.

## Status e conservazione
In Ecuador, la specie ha una ristretta area di presenza che è ampiamente colpita dalla deforestazione. È presente anche in una parte remota dell'Amazzonia, che ha generalmente subito bassi livelli di impatto.